# Margaret Hendrie
Margaret Hendrie (née Griffith en 1924 et morte en 1990) est une femme de lettres qui a écrit les paroles de Nauru Bwiema, l'hymne national de Nauru adopté en 1968 à l'occasion de l'indépendance du pays survenue le 31 janvier 1968.

## Source
- (en) National Anthems of the World, Londres, Cassell Reference, 2002 (réimpr. 29 août 2002), 10e éd., 391 p. (ISBN 978-0-304-36382-7, LCCN 2003551258)